# Przestrzeń Grothendiecka
Przestrzeń Grothendiecka (przestrzeń Banacha o własności Grothendiecka) – przestrzeń Banacha o tej własności, że każdy ciąg punktów jej przestrzeni sprzężonej, który jest zbieżny w sensie *-słabej topologii jest również zbieżny w sensie słabej topologii. Równoważnie, przestrzeń Banacha {\displaystyle E} jest przestrzenią Grothendiecka, gdy dla każdego ciągu {\displaystyle (f_{n})} funkcjonałów liniowych i ciągłych na {\displaystyle E,} który spełnia warunek
{\displaystyle \langle f_{n},x\rangle \,\xrightarrow {n\to \infty } \,0\;\;\;(x\in E)}
zachodzi również
{\displaystyle \langle x^{**},f_{n}\rangle \,\xrightarrow {n\to \infty } \,0\;\;\;(x^{**}\in E^{**}).}
Nazwa pojęcia pochodzi od A. Grothendiecka, który udowodnił, że przestrzenie Banacha {\displaystyle C(K)} funkcji ciągłych na ekstremalnie niespójnych przestrzeniach zwartych Hausdorffa {\displaystyle K,} wyposażone w normę supremum, są przestrzeniami Grothendiecka (sam Grothendieck nie nazywał ich w taki sposób). W szczególności, przestrzeń {\displaystyle \ell _{\infty }=C(\beta N)} jest więc przestrzenią Grothendiecka ({\displaystyle \beta N} oznacza uzwarcenie Čecha-Stone’a zbioru liczb naturalnych z topologią dyskretną). Ogólniej, każda przestrzeń Banacha postaci {\displaystyle L_{\infty }(\mu )} jest przestrzenią Grothendiecka.

## Własności i przykłady
- Ilorazy (a więc także podprzestrzenie komplementarne) przestrzeni Grothendiecka są przestrzeniami Grothendiecka. Przestrzeń izomorficzna z przestrzenią Grothendiecka jest przestrzenią Grothendiecka. Domknięte podprzestrzenie przestrzeni Grothendiecka nie muszą być przestrzeniami Grothendiecka.
- Przestrzeń sprzężona do przestrzeni Grothendiecka jest słabo ciągowo zupełna.
- Każda przestrzeń refleksywna ma własność Grothendiecka.

Dowód. Niech {\displaystyle E} będzie przestrzenią refleksywną. Wówczas {\displaystyle E^{*}=(E^{**})^{*},} skąd wynika, że topologie słaba i *-słaba w {\displaystyle E^{*}} są równe. W szczególności, więc mają te same ciągi zbieżne. □
Przeciwna implikacja zachodzi dla przestrzeni ośrodkowych: każda ośrodkowa przestrzeń Grothendiecka jest refleksywna. Wynika to bezpośrednio z następującego twierdzenia (oraz faktu, że przestrzeń Banacha {\displaystyle E} jest refleksywna wtedy i tylko wtedy, gdy identyczność na {\displaystyle E} jest operatorem słabo zwartym: Niech {\displaystyle E} będzie przestrzenią Banacha. Wówczas następujące warunki są równoważne:
1) {\displaystyle E} jest przestrzenią Grothendiecka,
2) jeżeli {\displaystyle F} jest ośrodkową przestrzenią Banacha, to każdy operator liniowy i ciągły {\displaystyle T\colon E\to F} jest słabo zwarty,
3) każdy operator liniowy i ciągły {\displaystyle T\colon E\to c_{0}} jest słabo zwarty.
W szczególności, ponieważ przestrzeń {\displaystyle c_{0}} jest ośrodkowa, ale nie jest refleksywna, z twierdzenia tego wynika, że {\displaystyle c_{0}} nie jest przestrzenią Grothendiecka (inne dowody tego faktu są podane niżej).
Dowód. 1) ⇒ 2). Niech {\displaystyle E} będzie przestrzenią Grothendiecka, {\displaystyle F} będzie ośrodkową przestrzenią Banacha oraz niech {\displaystyle T\colon E\to F} będzie operatorem liniowym i ciągłym. Z twierdzenia Gantmachier wynika, że {\displaystyle T} jest słabo zwarty wtedy i tylko wtedy, gdy jego operator sprzężony {\displaystyle T^{*}\colon F^{*}\to E^{*}} jest słabo zwarty. Z twierdzenia Eberleina-Szmuljana wynika, że słaba zwartość operatora {\displaystyle T^{*}} jest równoważna temu by dla każdego ciągu ograniczonego {\displaystyle (f_{n})} w {\displaystyle F^{*}} dało się wybrać podciąg słabo zbieżny z ciągu {\displaystyle (T^{*}\ f_{n}).} Ponieważ jednak {\displaystyle F} jest ośrodkowa, domknięte i ograniczone podzbiory {\displaystyle F^{*}} są metryzowalne w *-słabej topologii, a więc *-słabo ciągowo zwarte (por. twierdzenie Banacha-Alaoglu). Istnieje więc podciąg {\displaystyle (f_{n_{k}})} ciągu {\displaystyle (f_{n}),} który jest *-słabo zbieżny. Ponieważ operator {\displaystyle T^{*}} jest ciągły, względem *-słabych topologii w {\displaystyle F^{*}} i {\displaystyle E^{*},} ciąg wartości {\displaystyle (T^{*}f_{n_{k}})} jest zbieżny *-słabo w {\displaystyle E^{*},} a więc z założenia, że {\displaystyle E} jest przestrzenią Grothendiecka, ciąg {\displaystyle (T^{*}f_{n_{k}})} zbiega słabo w {\displaystyle E^{*},} dowodząc, że operator {\displaystyle T^{*}} (a tym samym również {\displaystyle T}) jest słabo zwarty.
Implikacja 2) ⇒ 3) jest spełniona automatycznie, ponieważ {\displaystyle c_{0}} jest przestrzenią ośrodkową.
Pozostaje do wykazania implikacja 3) ⇒ 1). Niech {\displaystyle (f_{n})} będzie ciągiem elementów przestrzeni {\displaystyle E^{*}} zbieżnym *-słabo do 0. W szczególności, dla dowolnego elementu {\displaystyle x} przestrzeni {\displaystyle E} funkcjonał {\displaystyle \kappa } na {\displaystyle E^{*}} dany wzorem {\displaystyle \kappa (f)=\langle f,\ x\rangle } jest *-słabo ciągły oraz ciąg skalarów {\displaystyle \langle f_{n},\ x\rangle } zbiega do 0. Niech
{\displaystyle Tx=(\langle f_{n},x\rangle )_{n=1}^{\infty }\quad (x\in E).}
Wzór ten definiuje operator liniowy i ciągły {\displaystyle T\colon E\to c_{0},} który z założenia jest słabo zwarty. Z twierdzenia Gantmachier wynika, że {\displaystyle T^{**}\colon E^{**}\to c_{0}^{**}} jest również słabo zwarty, co oznacza, że
{\displaystyle T^{**}[E^{**}]\subseteq c_{0}.}
Przestrzeń {\displaystyle \ell _{1}} jest izometrycznie izomorficzna z przestrzenią sprzężoną przestrzeni {\displaystyle c_{0}} (zob. dualizm między {\displaystyle c_{0}} a {\displaystyle \ell _{1}}). Niech {\displaystyle (e_{n})} będzie bazą kanoniczną przestrzeni {\displaystyle \ell _{1},} tj. dla każdego {\displaystyle n} zachodzi
{\displaystyle \langle e_{n},g\rangle =g(n)\quad (g\in c_{0}).}
Dla każdego {\displaystyle x\in E} zachodzi wówczas
{\displaystyle \langle T^{*}e_{n},x\rangle =\langle e_{n},Tx\rangle =\langle f_{n},x\rangle .}
Wynika stąd, że
{\displaystyle \langle e_{n},T^{**}x^{**}\rangle =\langle T^{*}e_{n},x^{**}\rangle =\langle f_{n},x^{**}\rangle \quad (x^{**}\in E^{**}).}
Jednak
{\displaystyle (\langle f_{n},x^{**}\rangle )_{n=1}^{\infty }\in c_{0},}
gdyż {\displaystyle T^{**}} przyjmuje wartości w {\displaystyle c_{0},} co dowodzi, że {\displaystyle f_{n}} zbiega słabo do 0. □
- Przestrzeń Hardy'ego {\displaystyle H^{\infty }} jest przestrzenią Grothendiecka[2].
- Każda algebra von Neumanna (a więc w szczególności przestrzeń {\displaystyle B(H)} operatorów ograniczonych i ciągłych na przestrzeni Hilberta) jest przestrzenią Grothendiecka[3]. Podobne twierdzenie zachodzi również w nieco szerszej klasie C*-algebr: każda C*-algebra Rickarta jest przestrzenią Grothendiecka[4]. Przestrzeń operatorów ograniczonych i ciągłych na przestrzeni refleksywnej nie musi być jednak przestrzenią Grothendiecka[5].
- Gdy {\displaystyle p\in (1,\infty ),} to ℓp-suma ciągu {\displaystyle (E_{n})} przestrzeni Banacha jest przestrzenią Grothendiecka wtedy i tylko wtedy, gdy każda z przestrzeni {\displaystyle E_{n}} jest przestrzenią Grothendiecka. {\displaystyle \ell _{\infty }}-sumy przestrzeni Grothendiecka (nawet przestrzeni skończenie wymiarowych) nie muszą być przestrzeniami Grothendiecka – stosownym kontrprzykładem jest ℓ∞-suma przestrzeni n-wymiarowych z normą {\displaystyle \ell _{1},} tj.

{\displaystyle \textstyle {\left(\bigoplus _{n=1}^{\infty }\ell _{1}^{n}\right)_{\ell _{\infty }}}}
(przestrzeń ta zawiera komplementarną podprzestrzeń izomorficzną z {\displaystyle \ell _{1}}).
- Jeżeli {\displaystyle \mu } jest miarą, która nie jest czysto atomowa, to przestrzeń {\displaystyle L_{p}(E)} funkcji całkowalnych (w sensie Bochnera) w p-tej potędze {\displaystyle (p\in (1,\infty ))} o wartościach w przestrzeni Banacha {\displaystyle E} jest przestrzenią Grothendiecka wtedy i tylko wtedy, gdy {\displaystyle E} jest refleksywna[7] (wówczas sama przestrzeń {\displaystyle L_{p}(E)} jest refleksywna).

## Własność Grothendiecka w przestrzeniachC(K) funkcji ciągłych
W dalszym ciągu {\displaystyle K} oznacza zwartą przestrzeń Hausdorffa oraz {\displaystyle C(K)} oznacza przestrzeń Banacha funkcji ciągłych na {\displaystyle K} przyjmujących wartości rzeczywiste bądź zespolone z normą supremum.
- Grothendieck udowodnił, że jeżeli {\displaystyle K} jest zwartą przestrzenią ekstremalnie niespójną, to {\displaystyle C(K)} ma własność Grothendiecka. Andô udowodnił, że tę samą własność mają przestrzenie {\displaystyle C(K),} gdy {\displaystyle K} jest przestrzenią σ-Stone’owską[8]. Seever uogólnił te wyniki, pokazując, że jeżeli {\displaystyle K} jest zwartą F-przestrzenią, to przestrzeń {\displaystyle C(K)} ma własność Grothendiecka[9].
- Jeżeli {\displaystyle K} jest zwartą przestrzenią Hausdorffa oraz przestrzeń {\displaystyle C(K)} jest przestrzenią Grothendiecka, to {\displaystyle K} nie zawiera ciągów zbieżnych poza tymi, które są prawie wszędzie stałe, tj. trywialne.

Dowód. Rozumując nie wprost, niech {\displaystyle (x_{n})} będzie nietrywialnym ciągiem zbieżnym w przestrzeni {\displaystyle K} (nietrywialność oznacza, że ciąg ten przyjmuje nieskończenie wiele wartości). Z twierdzenia Riesza o reprezentacji wynika, że przestrzeń sprzężoną do {\displaystyle C(K)} można utożsamić z przestrzenią {\displaystyle M(K)} regularnych miar borelowskich na {\displaystyle K.} Ponieważ odwzorowanie przyporządkowujące elementowi {\displaystyle x\in K} deltę Diraca {\displaystyle \delta _{x}} (a więc miarę borelowską na {\displaystyle K}) jest zanurzeniem homeomorficznym względem *-słabej topologii w {\displaystyle M(K)} przestrzeni {\displaystyle K} w {\displaystyle M(K),} więc ciąg {\displaystyle (\delta _{x_{n}})} jest *-słabo zbieżny. Z założenia, że {\displaystyle C(K)} jest przestrzenią Grothendiecka, ciąg ten jest zbieżny w słabej topologii przestrzeni {\displaystyle M(K),} co jednak prowadzi do sprzeczności, gdyż zbiór
{\displaystyle D=\{\delta _{x_{n}}\colon n\in \mathbb {N} \}}
jest dyskretny w słabej topologii. Istotnie, dla każdego zbioru borelowskiego {\displaystyle B\subseteq K} wzór
{\displaystyle F_{B}(\mu )=\mu (B)\quad (\mu \in M(K))}
określa funkcjonał liniowy i ciągły na {\displaystyle M(K).} W szczególności, dla każdej liczby naturalnej {\displaystyle k} zbiór
{\displaystyle U_{k}=\{\mu \in M(K)\colon |F_{\{x_{k}\}}(\mu )|>0\}=\{\mu \in M(K)\colon |\mu (\{x_{k}\})|>0\}.}
jest otwarty w słabej topologii przestrzeni {\displaystyle M(K).} Z drugiej strony, jedynym elementem zbioru {\displaystyle D,} który należy do {\displaystyle U_{k}} jest {\displaystyle x_{k},} co dowodzi, że {\displaystyle D} jest dyskretny. □
Wynika stąd, że przestrzeń {\displaystyle c_{0}} nie jest przestrzenią Grothendiecka, gdyż jest ona izomorficzna z {\displaystyle C[0,\omega ]} ({\displaystyle \omega } oznacza najmniejszą nieskończoną liczbę porządkową, a {\displaystyle [0,\omega ]} zawiera nietrywialny ciąg zbieżny). Fakt ten można pokazać jednak w sposób elementarny:
Dowód. Niech {\displaystyle (e_{n})} będzie bazą kanoniczną przestrzeni {\displaystyle \ell _{1}.} Wówczas {\displaystyle (e_{n})} jest ciągiem zbieżnym *-słabo do 0, ponieważ
{\displaystyle \lim _{n\to \infty }\langle e_{n},g\rangle =0}
dla każdego ciągu {\displaystyle g} z {\displaystyle c_{0}.} Ciąg ten jednak nie jest zbieżny w słabej topologii. Istotnie, niech {\displaystyle g} będzie elementem {\displaystyle \ell _{\infty }} określonym wzorem
{\displaystyle g(n)=(-1)^{n}\quad (n\in \mathbb {N} ).}
Granica tego ciągu nie istnieje, a więc ciąg {\displaystyle (e_{n})} nie jest słabo zbieżny. □
- Istnieją przestrzenie zwarte {\displaystyle K,} które nie mają ciągów zbieżnych, ale dla których {\displaystyle C(K)} nie jest przestrzenią Grothendiecka. Cembranos udowodniła jednak, że przestrzeń {\displaystyle C(K)} jest przestrzenią Grothendiecka wtedy i tylko wtedy, gdy nie zawiera ona komplementarnej podprzestrzeni izomorficznej z przestrzenią {\displaystyle c_{0}}[10]. Twierdzenie Cembranos sprowadza się de facto do sprawdzenia, że przestrzenie {\displaystyle C(K)} mają własność Pełczyńskiego {\displaystyle (V)} i zastosowania rezultatu Räbigera[11], mówiącego że przestrzenie Banacha o własności Pełczyńskiego {\displaystyle (V)} są przestrzeniami Grothendiecka wtedy i tylko wtedy, gdy nie zawierają komplementarnej podprzestrzeni izomorficznej z {\displaystyle c_{0}.} (Cembranos dowodzi tego faktu niezależnie.) Ghenciu i Lewis dowiedli, że przestrzeń {\displaystyle C(K)} jest przestrzenią Grothendiecka wtedy i tylko wtedy, gdy każdy ograniczony operator liniowy {\displaystyle T\colon C(K)\to c_{0}} jest całkowicie ciągły[12].
- Przestrzeń {\displaystyle C(K,E)} funkcji ciągłych na przestrzeni zwartej {\displaystyle K} o wartościach w przestrzeni Banacha {\displaystyle E} jest przestrzenią Grothendiecka tylko w dwóch przypadkach:

1) {\displaystyle K} jest skończone i {\displaystyle E} jest przestrzenią Grothendiecka,
2) {\displaystyle E} jest skończenie wymiarowa i {\displaystyle C(K)} jest przestrzenią Grothendiecka.
Cembranos wzmocniła to twierdzenie dowądząc, że jeżeli {\displaystyle K} jest nieskończoną przestrzenią zwartą oraz {\displaystyle E} jest nieskończenie wymiarową przestrzenią Banacha, to przestrzeń {\displaystyle C(K,E)} zawiera komplementarną podprzestrzeń izomorficzną z {\displaystyle c_{0}.}
- Gdy {\displaystyle K} jest taką przestrzenią zwartą Hausdorffa, że {\displaystyle C(K)} jest przestrzenią Grothendiecka, to {\displaystyle C(K)} nie musi zawierać izomorficznej kopii przestrzeni {\displaystyle \ell _{\infty }.} Pierwszy przykład takiej przestrzeni {\displaystyle K,} pod założeniem hipotezy continuum, podał Talagrand[14] – przykład Talagranda ma tę dodatkową własność, iż żaden iloraz skonstruowanej przez niego przestrzeni nie zawiera {\displaystyle \ell _{\infty }.} Haydon zbudował w ZFC przykład przestrzeni Grothendiecka {\displaystyle C(K),} która nie zawiera {\displaystyle \ell _{\infty }}[15]. Istnieją także zwarte przestrzenie spójne dla których przestrzeń {\displaystyle C(K)} ma te własności[16]
- Jest niesprzeczne z ZFC, że istnieje algebra Boole’a {\displaystyle B} mocy mniejszej niż continuum o tej własności, że przestrzeń {\displaystyle C(\operatorname {Ult} B)} ma własność Grothendiecka ({\displaystyle \operatorname {Ult} B} oznacza przestrzeń Stone’a algebry {\displaystyle B})[17].